# Клевер седоватый
Кле́вер седова́тый (лат. Trifolium canescens) — многолетнее травянистое растение, вид рода Клевер (Trifolium) трибы Клеверные (Trifolieae) подсемейства Мотыльковых (Faboideae) семейства Бобовых (Fabaceae).

## Ботаническое описание
Корень многоглавый. Стебель высотой 10—30 см, восходящий, простой, покрыт прижатыми волосками белого или буроватого цвета.
Прилистники длиной 2—3 см, в спайной части волосистые, в свободной части травянистые, зелёного цвета, форма от ланцетной до линейной. Основание прилистников расширенное, волосистое, с одной жилкой. Черешки прикорневых листьев более длинные, чем стеблевых. Листочки тонкие, яйцевидной или обратнояйцевидной формы, длиной 1,5—3 см и шириной 1—2 см, с одной хорошо заметной жилкой, обе стороны с прижатыми волосками, концы, как правило, выемчатые.
Соцветие — головка. Головки конечные, одиночные, расположены на короткой ножке, подпёртые верхушечными листьями, длина 3—5 см, рыхлые, форма яйцевидная, а при плодах цилиндрическая. Цветки длиной около 2 см, бледно-жёлтого цвета. Чашечка трубчатая, трубка с 10 тонкими, хорошо заметными жилками, снаружи с короткими прижатыми волосками. Зубцы чашечки узко-ланцетной формы, заострённые, немного длиннее трубочки, с одной жилкой, волосистые. Опыление перекрёстное.
Плод — боб, обратнояйцевидной формы, в верхней части кожистый, семя одно. Цветение происходит в июне, плодоносит в июле.
Вид описан из Каппадокии. Тип в Берлине.

## Экология и распространение
Клевер седоватый произрастает на лугах и склонах с травянистой растительностью и на альпийских и субальпийских лугах. Изредка это растение можно встретить и в лесном поясе гор.
Распространён в Иране, Турции, Армении, Азербайджане, Грузии и России (Чечено-Ингушетия, Дагестан, Кабардино-Балкария, Карачаево-Черкесия, Северная Осетия, Краснодарский край).

## Классификация
Вид Клевер седоватый входит в род Клевер (Trifolium) трибу Клеверные (Trifolieae) подсемейство Мотыльковые (Faboideae) семейство Бобовые (Fabaceae).
|  |                          |  |                                                           |                                                           |                   |  | ещё 3 семейства (согласно Системе APG II) | ещё 3 семейства (согласно Системе APG II) |                          |  |  |  | ещё 27 триб          | ещё 27 триб |  |  |  |  | ещё около 300 видов | ещё около 300 видов |
|  |                          |  |                                                           |                                                           |                   |  | ещё 3 семейства (согласно Системе APG II) | ещё 3 семейства (согласно Системе APG II) |                          |  |  |  | ещё 27 триб          | ещё 27 триб |  |  |  |  | ещё около 300 видов | ещё около 300 видов |
|  |                          |  |                                                           | порядок Бобовоцветные                                     |                   |  |                                           |                                           | подсемейство Мотыльковые |  |  |  |                      | род Клевер  |  |  |  |  |                     |                     |
|  |                          |  |                                                           | порядок Бобовоцветные                                     |                   |  |                                           |                                           | подсемейство Мотыльковые |  |  |  |                      | род Клевер  |  |  |  |  |                     |                     |
|  | отдел Цветковые растения |  |                                                           |                                                           | семейство Бобовые |  |                                           |                                           | триба Клеверные          |  |  |  | вид Клевер седоватый |             |  |  |  |  |                     |                     |
|  | отдел Цветковые растения |  |                                                           |                                                           |                   |  |                                           |                                           |                          |  |  |  |                      |             |  |  |  |  |                     |                     |
|  |                          |  | ещё 45 порядков покрытосеменных (согласно Системе APG II) | ещё 45 порядков покрытосеменных (согласно Системе APG II) |                   |  |                                           | ещё 2 подсемейства                        | ещё 2 подсемейства       |  |  |  | ещё 5 родов          | ещё 5 родов |  |  |  |  |                     |                     |
|  |                          |  |                                                           | ещё 45 порядков покрытосеменных (согласно Системе APG II) |                   |  |                                           |                                           | ещё 2 подсемейства       |  |  |  |                      | ещё 5 родов |  |  |  |  |                     |                     |